# Иоанниди, Кристина
Кристина Иоанниди (греч. Χριστίνα Ιωαννίδη; род. 4 января 1982, СССР) — греческая тяжелоатлетка, выступавшая в весовой категории до 75 килограммов. Бронзовый призёр чемпионатов мира и Европы и участница Олимпийских игр.

## Биография
Кристина Иоанниди родилась 4 января 1982 года.
На чемпионате мира среди юниоров 1999 года Кристина Иоанниди выступала в весовой категории до 69 килограммов и заняла девятое место. Спортсменка подняла 72,5 кг в рывке и 90 кг в толчке. В следующем году на этом же турнире она стала восьмой, но уже в весовой категории до 75 килограммов. Спортсменка подняла в сумме 165 кг (75 + 90).
В 2001 году Кристина Иоанниди завоевала бронзу на юниорском чемпионате мира, улучшив свой прошлогодний результат на 57,5 килограммов (97,5 кг в рывке и 115 кг в толчке). В том же году она участвовала на взрослом чемпионате мира в Анталье, где стала десятой с результатом 220 кг (97,5 + 122,5).
На юниорском чемпионате мира 2002 года она стала четвёртой, подняв в сумме 217,5 кг. На взрослом чемпионате мира в Варшаве Кристина Иоанниди вновь улучшила свой личный рекорд, подняв 102,5 кг в рывке и 132,5 кг в толчке. Сумма в 235 килограммов принесла ей бронзовую медаль чемпионата мира. На чемпионате Европы 2003 года завоевала бронзу с результатом 237,5 кг. Такой же результат показала болгарка Румяна Петкова, которая стала второй благодаря меньшей собственной массе.
На чемпионате Европы 2004 года в Киеве Иоанниди завоевала бронзовую медаль с результатом 240 кг (110 + 125).
Кристина Иоанниди участвовала на домашних Олимпийских играх 2004 года в Афинах. Спортсменка на 20 килограммов улучшила результат двухлетней давности, однако завоевать медаль не смогла. Подняв 112,5 кг в рывке и 142,5 кг в толчке, она завершила соревнования в весовой категории до 75 килограммов на пятой позиции.